# André Maginot
André Maginot (Párizs, 1877. február 15. – Párizs, 1932. január 7.) francia politikus, hadügyminiszter, a róla elnevezett erődrendszer, a Maginot-vonal építője.

## Életrajza
1910-ben kezdte parlamenti pályafutását, a demokrata és szociális akció egyik mandátumát kapta meg. Az első világháború kitörésekor Maginot mint egyszerű gyalogos vonult be és részt vett a verduni harcokban, ahol 1914 novemberében megsebesült, s közben altisztté lépett elő.  
A háború befejezése után, 1920-ban első ízben vállalt Millerand kabinetjében tárcát, a nyugdíjügyminisztériumot, két évvel később Poincaré a hadügyi tárcát bízta rá, melyet a kartell uralmának kivételével haláláig betöltött. Politikailag Maginot a militarisztikus Franciaország eszméjét képviselte teljes sovinizmussal és hegemonikus törekvéseivel.  
Maginot volt az, aki Poincarét, akivel szoros barátság fűzte össze, a Ruhr-megszállására rábeszélte és kitartott amellett, hogy Németországot katonai demonstrációkkal félemlítsék meg. A francia védkötelezettség leszállításához egy esztendővel halála előtt csak kényszerből, a baloldal nyomása alatt járult hozzá. 